# Podwoda

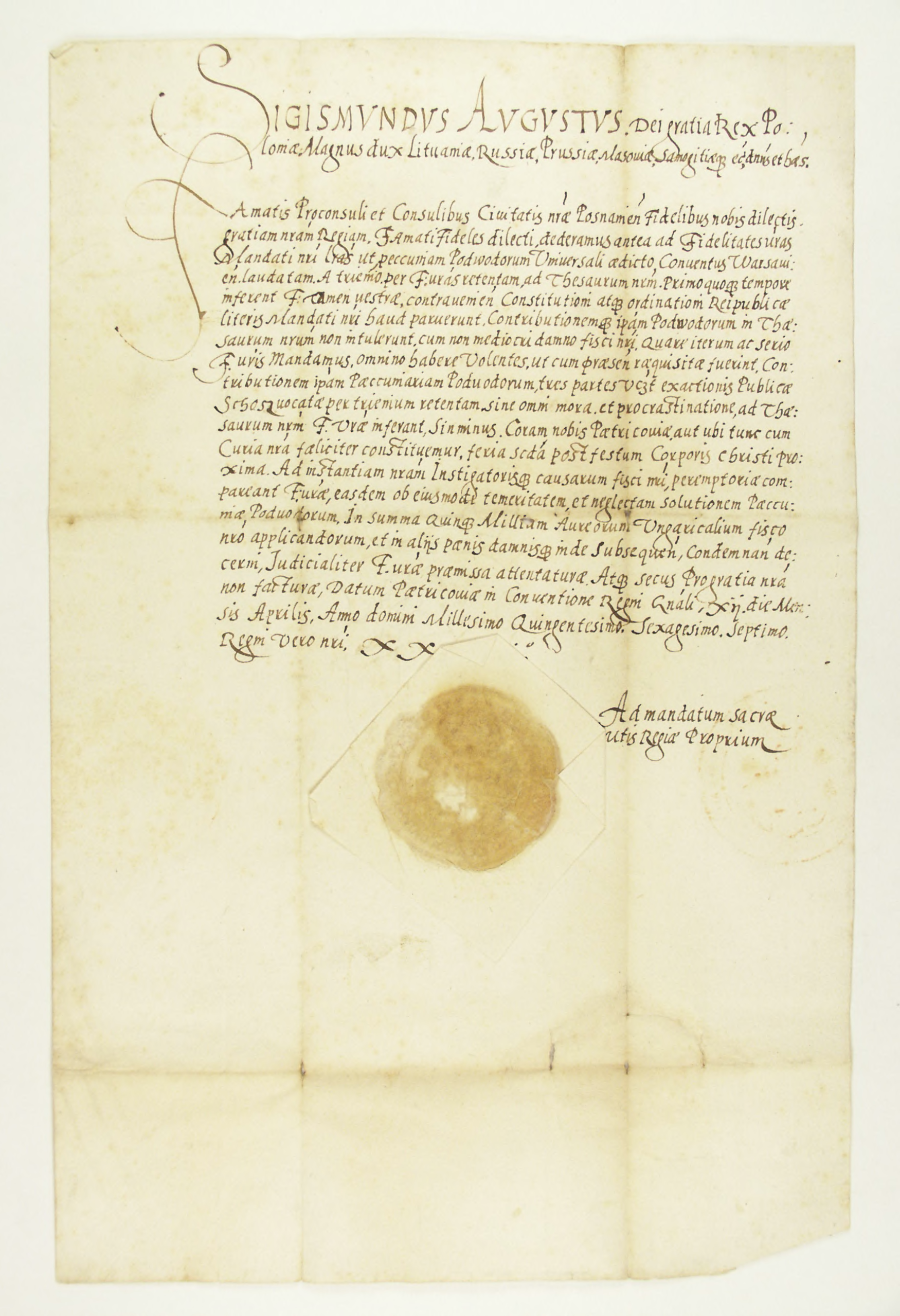
Zygmunt II August król polski wzywa władze miejskie poznańskie do zapłacenia zaległego za ostatnie trzy lata podatku od podwód i szosu, pod karą 5 000 florenów węgierskich (1567).

Podwoda (także „podwód”) – jedna z tak zwanych posług komunikacyjnych wynikających z prawa książęcego, obowiązującego w średniowiecznych monarchiach patrymonialnych (np. w Polsce pierwszych Piastów). Polegała na obowiązku dostarczenia na potrzeby władcy lub jego ludzi koni wierzchowych. W okresie późniejszym obowiązkiem tym, polegającym na dostarczeniu na żądanie dworu, władz państwowych lub wojskowych wozu z koniem i woźnicą, obciążono chłopów.

## Historia
Prawo podwodów jako pierwszy wprowadził w Polsce Bolesław I Chrobry, który utworzył rozbudowaną sieć komunikacyjną niezbędną do funkcjonowania administracji państwowej. Pierwsze informacje na temat występowania tego prawa na ziemiach polskich znajdują się w łacińskich dokumentach wystawianych przez władców polskich oraz zawarte zostały w powstałym na przełomie XIII i XIV wieku Najstarszym Zwodzie Prawa Polskiego zwanego również Księgą elbląską. Regulowała ona zasady przesyłania korespondencji pomiędzy władcami, obsługi poselstwa przez wsie, przewozu rzeczy oraz odpowiedzialności za powierzone mienie.
W praktyce posłańcy książęcy lub królewscy zwani komornikami przewożący listy lub przesyłki władców docierali do specjalnie wyznaczonych miejsc zwanych podwodami, które najczęściej znajdowały się w domu wójta, burmistrza lub ławnika, gdzie następowało tzw. „wydawanie podwodów” oraz zmiana koni strudzonych podróżą.
Pozostałe dwie posługi komunikacyjne wynikające z prawa książęcego to przewód i powóz.